# Günter Kießling

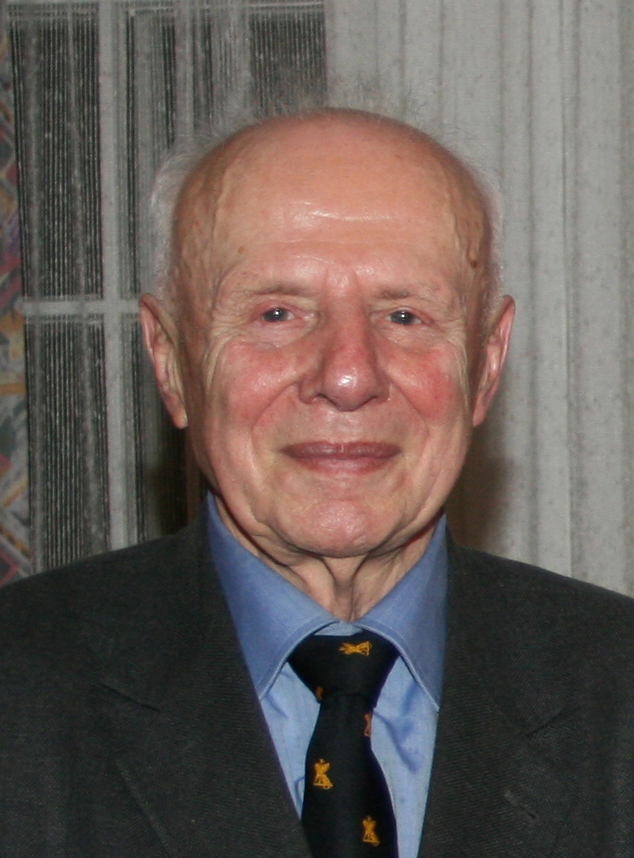
Günter Kießling (2007)

Günter Kießling (* 20. Oktober 1925 in Frankfurt (Oder); † 28. August 2009 in Rendsburg) war ein deutscher General des Heeres der Bundeswehr. Er war stellvertretender oberster alliierter Befehlshaber Europa der NATO. Ende 1983 wurde er wegen angeblicher Homosexualität in den einstweiligen Ruhestand versetzt (Kießling-Affäre), 1984 aber rehabilitiert.

## Leben
Kießling wurde als Sohn eines Werkmeisters (und bis 1925 in der Reichswehr dienenden Unteroffiziers) geboren und wuchs in Berlin auf. Nach dem Besuch der Volksschule wurde er am 5. Mai 1940, im Alter von 14 Jahren, in die Unteroffiziervorschule in Dresden aufgenommen. Im Zweiten Weltkrieg kam er als Soldat der Jägertruppe und später als Leutnant der Infanterie an die Ostfront.
Nach der Entlassung aus der britischen Kriegsgefangenschaft, in der er von Mai 1945 bis Juni 1946 verbrachte, schlug Kießling sich zu seiner Mutter nach Berlin durch und arbeitete zeitweise auch als Bauhilfsarbeiter und beim britisch kontrollierten Christlichen Verein junger Menschen. Nebenher besuchte er in Berlin die Abendschule, um auf dem zweiten Bildungsweg das Abitur (1947) nachzuholen. Danach studierte er an der Universität Hamburg und der Rheinischen Friedrich-Wilhelms-Universität Bonn das Studienfach Volkswirtschaftslehre. Er schloss das Studium 1954 ab und trat danach in den Bundesgrenzschutz ein. In seiner wachfreien Zeit studierte er an der Universität Bonn und der Universität Hamburg Wirtschaftswissenschaft, Rechtswissenschaft sowie Philosophie. 1957 folgte in Bonn die Promotion zum Dr. rer. pol. mit einer Dissertation über die Neuordnung des Bundesfinanzwesens in der Schweiz. In Bonn gehörte er auch seit dem Sommersemester 1954 der Bonner Burschenschaft Sugambria an, die später in der Bonner Burschenschaft Germania aufging. Er trat 1956 als Hauptmann in die neu aufgestellte Bundeswehr ein und absolvierte von 1961 bis 1963 Jahre den 4. Generalstabslehrgang (Heer) an der Führungsakademie der Bundeswehr, wo er zum Offizier im Generalstabsdienst ausgebildet wurde.
Seine Ablösung vom Generalstabslehrgang im Frühjahr 1963 hat er in seinen Memoiren beschrieben. Ursächlich war dafür die Beziehung zu einer damals 20-jährigen Offizierstochter, deren Vater gegen diese Beziehung war. Kießling kam nach einer Zwischenverwendung im Stab der 1. Panzergrenadierdivision in Hannover zum Staff College Camberley, wo er den britischen Generalstabslehrgang absolvierte. Es folgte eine Tätigkeit als Generalstabsoffizier in der G3-Abteilung der Northern Army Group der NATO in Mönchengladbach.
Sein erstes Truppenkommando wurde Kießling 1967 übertragen, als er Kommandeur des Panzergrenadierbataillons 62 in Neustadt (Hessen) wurde. 1969 wurde er Chef des Stabes der 2. Panzergrenadierdivision in Marburg und bereits 1970 Kommandeur der Panzerbrigade 15 in Koblenz. Seinem Kommando entsprechend wurde er 1971 im Alter von 45 Jahren zum Brigadegeneral befördert und war somit einer der jüngsten Offiziere in der Dienstgradgruppe der Generale der Bundeswehr. Im Oktober 1971 wurde er zum General für Offizier- und Unteroffizierausbildung im Heer, Dienstsitz Heeresamt in Köln, ernannt. Sein drittes Truppenkommando folgte 1976 mit Übernahme der 10. Panzerdivision in Sigmaringen. Verbunden war damit die Beförderung zum Generalmajor. 
Im September 1977 wechselte Kießling nach Bonn ins Bundesministerium der Verteidigung, wo er Stellvertretender Abteilungsleiter Personal wurde. 1979 übernahm er den Dienstposten des Befehlshabers der Alliierten Landstreitkräfte Schleswig-Holstein und Jütland (LANDJUT) in Rendsburg und wurde zum Generalleutnant befördert. Schließlich wechselte er nach Ernennung zum General 1982 zur NATO, wo er bis zu seiner Entlassung Befehlshaber der NATO-Landstreitkräfte und Stellvertreter des Obersten Alliierten Befehlshabers Europa (Deputy Supreme Allied Commander Europe, DSACEUR), General Bernard W. Rogers war.

### Affäre wegen angeblicher Homosexualität
Bundesverteidigungsminister Manfred Wörner erhielt die Desinformation, dass Kießling, zeitlebens nicht verheiratet und kinderlos, homosexuell, damit erpressbar und ein Sicherheitsrisiko sei. Vage Ermittlungen der Kriminalpolizei in Köln schienen diesen Verdacht zu bestätigen. Daher wurde er am 23. Dezember 1983 in den einstweiligen Ruhestand versetzt. Die Behauptungen erwiesen sich in der Aufarbeitung der Affäre jedoch als haltlos und wurden zurückgenommen. Er wurde zum 1. Februar 1984 erneut in ein Soldatenverhältnis berufen und am 26. März 1984 mit einem Großen Zapfenstreich in den Ruhestand aufgrund Erreichens der Altersgrenze versetzt. Zum 30. Jubiläum der Bundeswehr 1985 war er als einziger General nicht eingeladen.

### Zivilleben

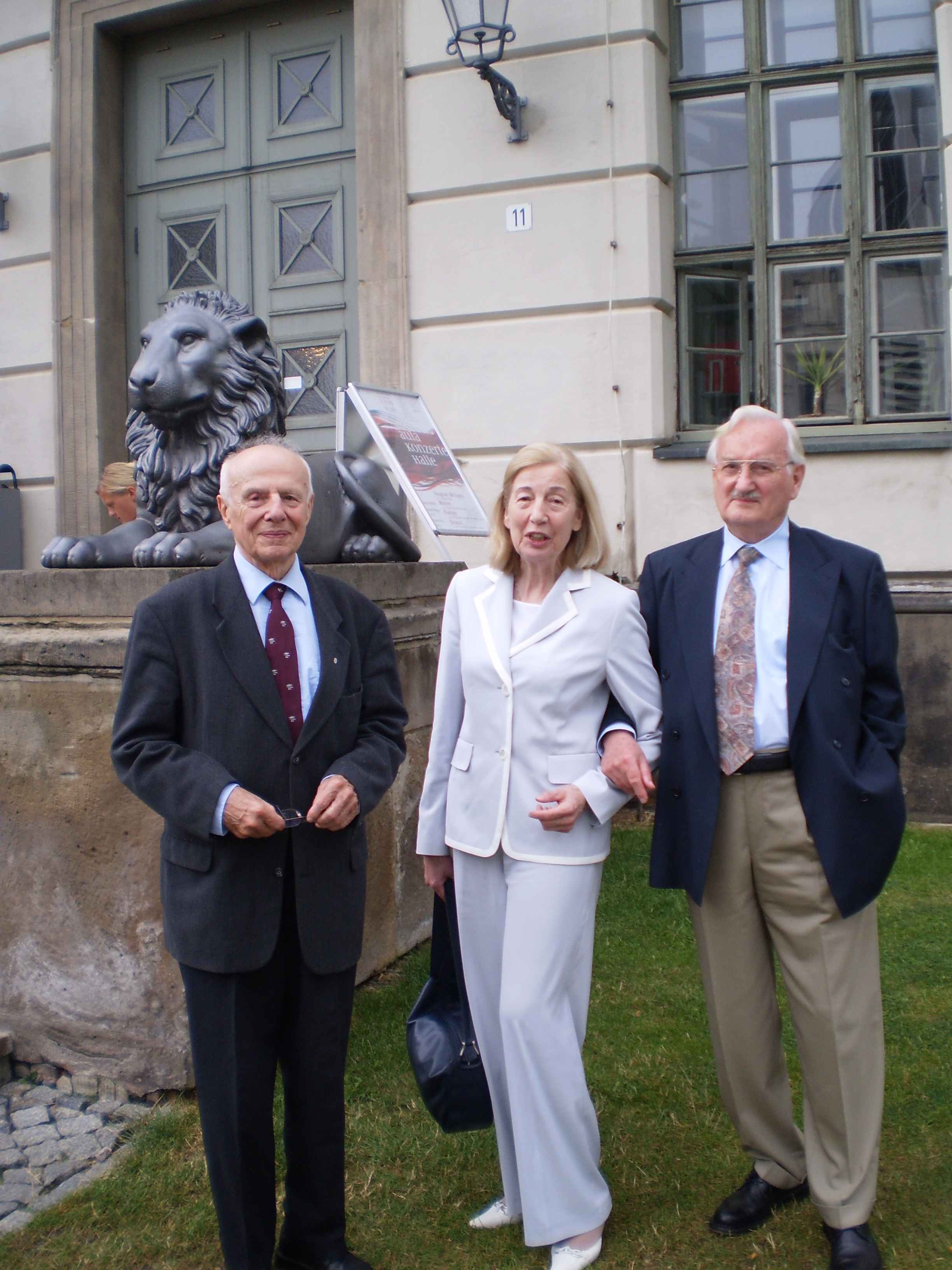
Kießling mit Horst Hennig in Halle (2009)

Kießling war von 1984 bis 2000 stellvertretender Vorsitzender des Aufsichtsrates der Hunzinger Information AG, der heutigen infas Holding AG. Anschließend wurde er zum Ehrenvorsitzenden des Aufsichtsrates der Hunzinger Information AG ernannt.
Zudem erteilte ihm die Friedrich-Alexander-Universität Erlangen-Nürnberg einen Lehrauftrag für das Fach „Betriebswirtschaft der Streitkräfte“. 1997 erhielt er noch einmal die Aufmerksamkeit der Öffentlichkeit durch seine Trauerrede für Oberst Joseph W. Rettemeier. 2008 gründete er die General-Kießling-Stiftung zur Pflege bundeswehreigener Tradition mit Sitz an der Offizierschule des Heeres in Dresden. Kießling bestimmte Generalmajor a. D. Christian Trull, sich um die Geschicke seiner Stiftung zu kümmern.
Kießling lebte bis zu seinem Tode in Rendsburg und starb nach langer, schwerer Krankheit. Bei der Trauerfeier mit militärischem Zeremoniell hielt der Generalinspekteur der Bundeswehr, Wolfgang Schneiderhan, die Trauerrede. Unter den Trauergästen waren viele hochrangige aktive und frühere Soldaten, u. a. Wolfgang Altenburg, zu Zeiten der Kießling-Affäre Generalinspekteur der Bundeswehr, und Carl-Hubertus von Butler, Befehlshaber des Heeresführungskommandos. Die Beisetzung fand im engsten Kreise auf dem Alter Zwölf-Apostel-Kirchhof (Nr. 201 – 1 – 51) in Berlin statt.

## Auszeichnungen
- Eisernes Kreuz I. Klasse (1944)
- Verwundetenabzeichen in Schwarz (1944)
- Nahkampfspange in Bronze (1945)
- Bundesverdienstkreuz 1. Klasse (1980)
- Großes Bundesverdienstkreuz (1983)

## Werke
- Neutralität ist kein Verrat: Entwurf einer europäischen Friedensordnung. Straube, Erlangen 1989, ISBN 3-927491-04-7.
- NATO, Oder, Elbe: Modell für ein europäisches Sicherheitssystem. 1990.
- Versäumter Widerspruch. Hase & Koehler, Mainz 1993, ISBN 3-7758-1294-6. Autobiographie.
- Fachbeiträge für Zeitschriften über Personalprobleme der Streitkräfte, aber auch über Themen wie Der Christ als Soldat und Traditionsverständnis und Traditionspflege aus der Sicht eines Truppenführers.